# アラワルス
アラワルス（モンゴル語: Alawars、生没年不詳）とは、モンゴル帝国に仕えたウイグル人の一人。『元史』における漢字表記は阿剌瓦而思(ālàwǎérsī)。

## 概要
アラワルスは西域の八瓦耳城出身で、ホラズム・シャー朝に仕える千人隊長であったが、チンギス・カンによるモンゴルのホラズム・シャー朝征服時に投降しモンゴル帝国に仕えるようになった。その後はチンギス・カンのホラズム遠征に加わってセミスケント（サマルカンド）攻略などに加わったが、従軍中に亡くなった。

## 子孫
アラワルスの息子がアラーウッディーン（阿剌瓦丁）で、チンギス・カンの孫のクビライに仕え、1292年に102歳という異例の長寿で亡くなったという。
アラーウッディーンの息子がシャムスッディーン（贍思丁）で、陳州ダルガチのウマル（烏馬児）、隆鎮衛都指揮使のブベク（不別）、監察御史のヒンドゥ（忻都）、拱衛直司都指揮使のアフマド（阿合馬）、成宗・武宗・仁宗の3代に仕えたハサン（阿散不別）という5人の息子がいた。
ブベクの子のオトマン（斡都蛮）は天暦の内乱で活躍した将として著名である。1328年（致和元年/天順元年/天暦元年）7月にイェスン・テムル・カアンが上都で崩御すると、大都で3代前の皇帝クルク・カアン（武宗カイシャン）の遺児のトク・テムルを奉じるエル・テムルが挙兵し、これに対抗して上都のイェスン・テムル・カアンの旧臣たちは先帝の遺児のアリギバを擁立し、大都派（トク・テムル派）と上都派（アリギバ派）との間で内戦（天暦の内乱）が勃発した。オトマンはイェスン・テムル・カアンが崩御した時点では上都にいたが、上都派を見限って大都に遷りエル・テムルから裨将に任じられた。オトマンは緒戦で壮士100人を率いてメリク・テムルとトガチを陀羅台駅で破って捕虜にする功績を挙げ、賜衣1・禿禿馬失甲1・金束帯1、白金100両、鈔200錠を与えられた。
同年9月には行院同僉とされ、10月には上都側最後の主力たるクラタイ（忽剌台）・マジャルカン（馬札罕）率いる軍団を盧溝橋に破り、紫荊関にまで追撃して多数の捕虜を得た。更に、アントン率いる軍1500名も投降させ、上述の功績と併せて上賞を受けた。同月には斉王オルク・テムルの上都強襲によって大都派の勝利が確定し、以後オトマンは1329年（天暦2年）に枢僉院、1330年（天暦3年）に隆鎮衛都指揮使兼領拱衛司と栄達した。